# Cylindromyrmex godmani
Cylindromyrmex godmani (лат.) — вид тропических муравьёв рода Cylindromyrmex (Formicidae). Специализированы на питании различными видами термитов (термитофагия).

## Распространение
Неотропика. Южная Америка: Колумбия, Коста-Рика, Панама, Эквадор.

## Описание
Мелкие узкотелые муравьи с короткими ногами и удлинённой головой. Длина тела самок 14 мм, самцов 10 мм (рабочие неизвестны). Отличаются широкими передними голенями (в 2 раза длиннее своей ширины), длинной головой (её длина у самок 2,18 мм; ширина 1,54 мм), гладким брюшком и постпетиолем, тёмными буровтао-чёрными бёдрами, широкими лобными валиками и крупными глазами. Основная окраска чёрная и блестящая; ноги светлее. Голова, грудь и стебелёк покрыты глубокими продольными бороздками. Усики короткие, скапус достигает лишь половины длины головы. Обитают в древесных полостях и в термитниках. Биология малоисследована. Хищники, термитофаги.

## Классификация
Вид был впервые описан по половым особым в 1899 году под первоначальным названием Cylindromyrmex (Metacylindromyrmex) boliviae, имеет сложную таксономическую историю. Ранее, или включался в состав трибы Cylindromyrmecini, которая относилась к подсемейству Ponerinae, или в подсемейство Cerapachyinae. С 2016 года относится к Dorylinae.